# George Turner (Politiker, 1935)

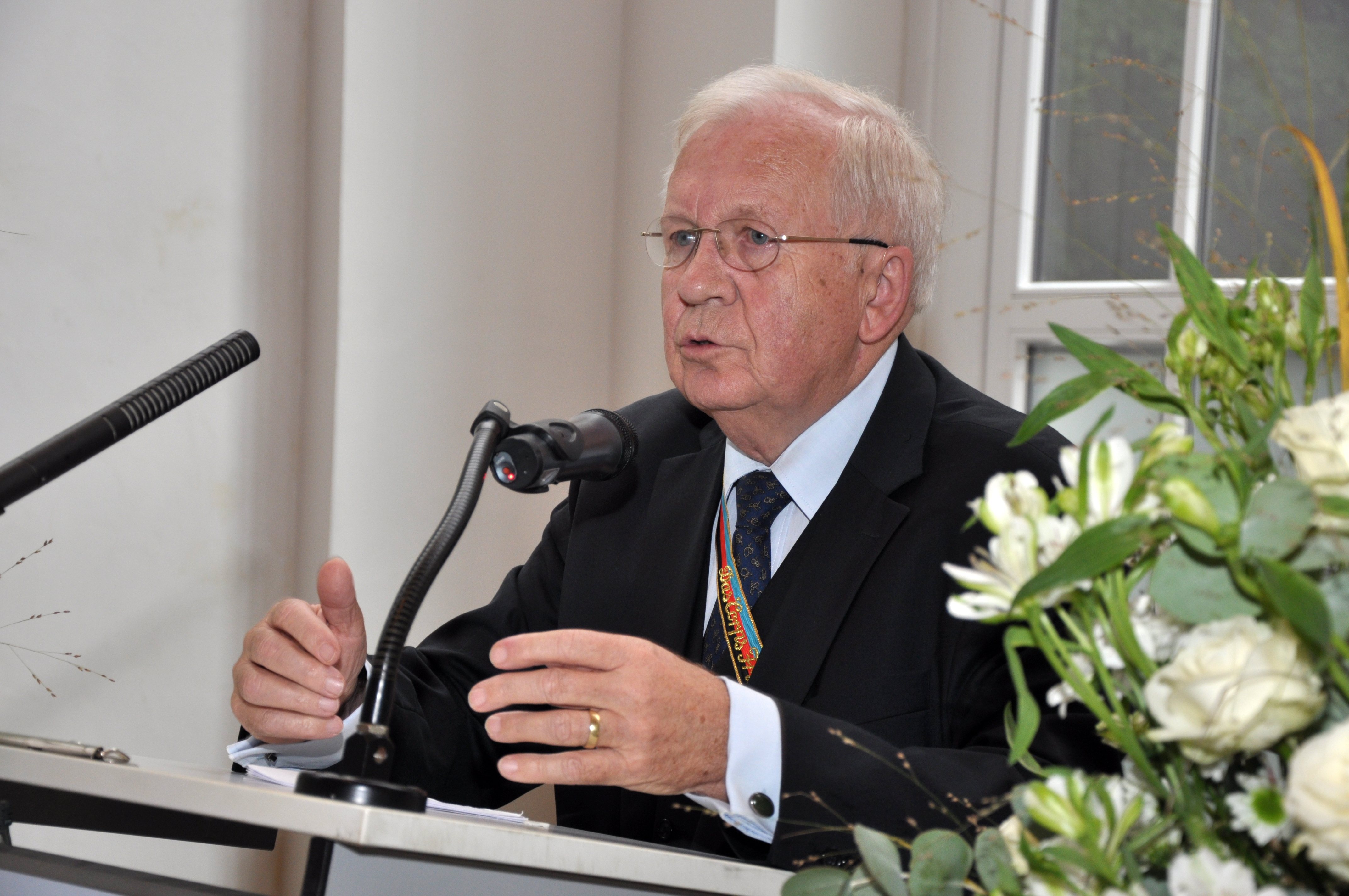
George Turner (2015)

George Turner (* 28. Mai 1935 in Insterburg, Ostpreußen) ist ein deutscher Rechtswissenschaftler, Wissenschaftsmanager und Politiker.

## Leben
Turners Vorfahren waren Salzburger Exulanten, die nach der Großen Pest in das Königreich Preußen einwanderten.
George Turner wuchs an der litauischen Grenze auf, wo seine Eltern einen landwirtschaftlichen Betrieb führten. Nach Flucht und Vertreibung lebte er ab 1945 als Schüler in Ebstorf. Über jene Nachkriegsjahre berichtete er 2018. 1955 bestand er am Herzog-Ernst-Gymnasium Uelzen die Reifeprüfung. Er studierte an der Georg-August-Universität Göttingen Rechtswissenschaft und Staatswissenschaften und wurde Mitglied der Burschenschaft Frisia. Die Geschichte des späteren Corps Frisia Göttingen gab er 2011 heraus. Zwischenzeitlich an der Ludwig-Maximilians-Universität München und der Julius-Maximilians-Universität Würzburg, wurde er 1960 in Göttingen zum Dr. iur. promoviert. Beim Oberlandesgericht Hamburg legte er 1963 die Große Juristische Staatsprüfung ab. 1966 habilitierte er sich in Bergrecht, Wirtschaftsrecht und  Bürgerlichem Recht. 1968 wurde Turner zunächst juristischer Beirat und Syndikus an der Bergakademie Clausthal. Im selben Jahr wurde er zum  Wissenschaftlichen Rat und Professor ernannt.
Von 1970 bis 1986 war er zweimal wiedergewählter Präsident der Universität Hohenheim. Von 1971 bis 1973 war er zudem Vorsitzender der Landesrektorenkonferenz Baden-Württemberg, von 1976 bis 1979 Vizepräsident und von 1979 bis 1983 schließlich Präsident der Westdeutschen Rektorenkonferenz. 1986 berief ihn Berlins Regierender Bürgermeister Eberhard Diepgen (CDU) zum parteilosen Senator für Wissenschaft und Forschung des Landes Berlin. In diesem Amt blieb Turner bis zur Wahlniederlage der CDU bei der Wahl zum Abgeordnetenhaus von Berlin 1989. Von 1989 bis 2000 lehrte Turner erneut als Professor für Wirtschafts- und Agrarrecht sowie Wissenschaftsverwaltung an der Universität Hohenheim. Außerdem war er nach der Deutschen Wiedervereinigung Gastprofessor an der Humboldt-Universität zu Berlin. Er ist seit seiner Emeritierung vorwiegend publizistisch tätig und berät Medienunternehmen, zum Beispiel die Verlagsgruppe Georg von Holtzbrinck. Im Tagesspiegel schreibt er eine regelmäßige Kolumne. Für die Preußische Allgemeine Zeitung tritt Turner ebenfalls als regelmäßiger Autor in Erscheinung.
Er heiratete 1963 in Göttingen Edda Horstmann. Unter seinen drei Söhnen ist Sebastian Turner.

## Ehrungen
- Ehrensenator der Lennart-Bernadotte-Stiftung
- Verdienstorden der Bundesrepublik Deutschland, Bundesverdienstkreuz 1. Klasse (30. März 1999)
- Staufermedaille in Gold, anlässlich des 80. Geburtstags durch Ministerpräsident Winfried Kretschmann

## Veröffentlichungen (Auswahl)
- mit Raimund Willecke: Grundriss des Bergrechts. 1958; 2., neubearbeitete und erweiterte Auflage. Springer, Berlin u. a. 1970, DNB 458656011, doi:10.1007/978-3-642-86909-9 (174 S.).
- Massenuniversität und Ausbildungsnotstand. Wie die Krise überwunden werden kann (= Fischer. 4261; Informationen zur Zeit). Fischer-Taschenbuch-Verlag, Frankfurt am Main 1984, ISBN 3-596-24261-4 (138 S.).
- Die eingetragene Genossenschaft im System des Gesellschaftsrechts. Zugleich ein Beitrag zur Wahl der Unternehmensform, insbesondere in den neuen Bundesländern (= Berliner Schriften zum Genossenschaftswesen. Band 3). Vandenhoeck und Ruprecht, Göttingen 1992, ISBN 3-525-12802-9 (150 S.).
- mit Ulrich Böttger, Andreas Wölfle: Agrarrecht. Ein Grundriss. Stuttgart 1994; 3. Auflage. DLG-Verlag, Frankfurt am Main 2006, ISBN 3-7690-0678-X ([346] S.).
- Hochschule zwischen Vorstellung und Wirklichkeit. Zur Geschichte der Hochschulreform im letzten Drittel des 20. Jahrhunderts (= Abhandlungen zu Bildungsforschung und Bildungsrecht. Band 7). Duncker und Humblot, Berlin 2001, ISBN 3-428-10332-7, doi:10.3790/978-3-428-50332-2 (294 S.).
- Die Heimat nehmen wir mit. Ein Beitrag zur Auswanderung Salzburger Protestanten im Jahr 1732, ihrer Ansiedlung in Ostpreußen und der Vertreibung 1944/45. Berliner Wissenschafts-Verlag, Berlin 2016, ISBN 978-3-8305-1900-3; 6., überarbeitete und erweiterte Auflage. Ebenda 2021, ISBN 978-3-8305-5095-2 urn:nbn:de:101:1-2022012703500173298971 (378 S.).
- mit Joachim D. Weber und Brigitte Goebbels: Hochschule von A–Z. Berlin 2004; 2., überarb. Auflage u.d.T. Hochschule von A–Z. Orientierungen, Geschichte, Begriffe.  BWV, Berliner Wiss.-Verlag, Berlin 2011, ISBN 978-3-8305-1888-4 ([238] S.).
- Von der Universität zur university. Sackgassen und Umwege der Hochschulpolitik seit 1945. 2. Auflage. BWV, Berliner Wissenschafts-Verlag, Berlin 2016, ISBN 978-3-8305-3688-8, urn:nbn:de:101:1-2016092131003 (106 S.).
- Salzburger, Ostpreußen – Integration und Identitätswahrung. BWV, Berliner Wissenschafts-Verlag, Berlin 2017, ISBN 978-3-8305-3787-8 (128 S.).
- Hochschulreformen. Eine unendliche Geschichte seit den 1950er Jahren. Duncker & Humblot, Berlin 2018, ISBN 978-3-428-85424-0, doi:10.3790/978-3-428-55424-9 (381 S.).
- „Was wollen die hier?“ Flüchtlinge und Einheimische 1945–49. Das Beispiel Ebstorf in der Lüneburger Heide. Berliner Wissenschafts-Verlag, Berlin 2019, ISBN 978-3-8305-3969-8, urn:nbn:de:101:1-2023092105025583660188 (52 S.).